# IIIe gouvernement régional de Madère
Région autonome de Madère
IIe IVe
Le IIIe gouvernement régional de Madère (en portugais : III Governo Regional da Madeira) est le gouvernement de la région autonome de Madère en fonction du 5 novembre 1980 au 12 novembre 1984 durant la troisième législature de l'Assemblée législative.

## Composition
| Portefeuille                                            | Titulaire | Titulaire                        | Parti   |
| ------------------------------------------------------- | --------- | -------------------------------- | ------- |
| Président du gouvernement régional (pt)                 |           | Alberto João Jardim              | PPD/PSD |
| Secrétaire régional au Travail                          |           | Manuel Jorge Bazenga Marques     | PPD/PSD |
| Secrétaire régional à la Planification et aux Finances  |           | Susano Manuel Barreto de França  | PPD/PSD |
| Secrétaire régional à l'Équipement social               |           | Eduardo Caldas de Oliveira       | PPD/PSD |
| Secrétaire régional aux Affaires sociales et à la Santé |           | Miguel Mendonça                  | PPD/PSD |
| Secrétaire régional au Commerce et aux Transports       |           | Miguel José Luís Sousa           | PPD/PSD |
| Secrétaire régional à l'Éducation et à la Culture       |           | Eduardo António Brasão de Castro | PPD/PSD |
| Secrétaire régional à l'Agriculture et la Pêche         |           | Rui Emanuel Baptista Fontes      | PPD/PSD |